# بيرت جيمس
بيرت جيمس (بالإنجليزية: Bert James)‏ هو ضابط شرطة وسياسي أسترالي، ولد في 22 سبتمبر 1914 في أستراليا، وتوفي في 30 سبتمبر 2006 في أستراليا. حزبياً، نشط في حزب العمال الأسترالي. وقد انتخب عضو مجلس النواب الأسترالي عن دائرة Division of Hunter ‏ (9 أبريل 1960 – 19 سبتمبر 1980).